# Kanton Lier
Kanton Lier is een kanton in de provincie Antwerpen en het arrondissement Mechelen. Het is de bestuurslaag boven die van de desbetreffende gemeenten, tevens is het een gerechtelijk niveau waarbinnen één vredegerecht georganiseerd wordt dat bevoegd is voor de deelnemende gemeenten. Beide types kanton beslaan niet noodzakelijkerwijs hetzelfde territorium.

## Gerechtelijk kanton Lier
Het gerechtelijk kanton Lier is gelegen in het gerechtelijk arrondissement Antwerpen en organiseert een vredegerecht voor de gemeenten Lier, Duffel, Berlaar en Nijlen. Het is gevestigd in de Kruisbogenhofstraat 24 te Lier.
De vrederechter is bevoegd bij gezinsconflicten, onderhoudsgeschillen, voogdij, voorlopige bewindvoering, mede-eigendommen, appartementseigendom, burenhinder ...
| Gebied           | Europese Unie    | België           | België           | België           | België           | Antwerpen      | Antwerpen      | Antwerpen                   | Antwerpen                   | Lier                            |                                 |                                 |                                 |
| Sociaal recht    | Hof van Justitie | Hof van Cassatie | Hof van Cassatie | Hof van Cassatie | Hof van Cassatie | Arbeidshof     | Arbeidshof     | Arbeidsrechtbank            | Arbeidsrechtbank            | Arbeidsrechtbank                | Arbeidsrechtbank                | Arbeidsrechtbank                |                                 |
| Handelsrecht     | Hof van Justitie | Hof van Cassatie | Hof van Cassatie | Hof van Cassatie | Hof van Cassatie | Hof van Beroep | Hof van Beroep | Rechtbank van Koophandel    | Rechtbank van Koophandel    | Vredegerecht                    | Vredegerecht                    | Vredegerecht                    |                                 |
| Burgerlijk recht | Hof van Justitie | Hof van Cassatie | Hof van Cassatie | Hof van Cassatie | Hof van Cassatie | Hof van Beroep | Hof van Beroep | Rechtbank van eerste aanleg | Rechtbank van eerste aanleg | Vredegerecht / Politierechtbank | Vredegerecht / Politierechtbank | Vredegerecht / Politierechtbank | Vredegerecht / Politierechtbank |
| Strafrecht       | Hof van Justitie | Hof van Cassatie | Hof van Cassatie | Hof van Cassatie | Hof van Cassatie | Hof van Beroep | Assisenhof     | Rechtbank van eerste aanleg | Rechtbank van eerste aanleg | Vredegerecht / Politierechtbank | Vredegerecht / Politierechtbank | Vredegerecht / Politierechtbank | Vredegerecht / Politierechtbank |

## Kieskanton Lier
Het kieskanton Lier ligt in het provinciedistrict Lier, het kiesarrondissement Mechelen-Turnhout en ten slotte de kieskring Antwerpen. Het beslaat de gemeenten Lier en Berlaar en bestaat uit 17 stembureaus.

### Structuur
| Lier             | Lier             | Supranationaal         | Nationaal                         | Nationaal           | Gemeenschap         | Gewest              | Provincie           | Arrondissement    | Provinciedistrict | Kanton          | Gemeente        | District         |
| ---------------- | ---------------- | ---------------------- | --------------------------------- | ------------------- | ------------------- | ------------------- | ------------------- | ----------------- | ----------------- | --------------- | --------------- | ---------------- |
| Administratief   | Niveau           | Europese Unie          | België                            | België              | Vlaanderen          | Vlaanderen          | Antwerpen           | Mechelen          | Mechelen          | Mechelen        | Lier Berlaar    | -                |
| Administratief   | Bestuur          | Europese Commissie     | Belgische regering                | Belgische regering  | Vlaamse regering    | Vlaamse regering    | Deputatie           | Deputatie         | Deputatie         | Deputatie       | Gemeentebestuur | Districtscollege |
| Administratief   | Raad             | Europees Parlement     | Kamer van volksvertegenwoordigers | Vlaams Parlement    | Vlaams Parlement    | Vlaams Parlement    | Provincieraad       | Provincieraad     | Provincieraad     | Provincieraad   | Gemeenteraad    | Districtsraad    |
| Kiesomschrijving | Kiesomschrijving | Nederlands Kiescollege | Kieskring Antwerpen               | Kieskring Antwerpen | Kieskring Antwerpen | Kieskring Antwerpen | Kieskring Antwerpen | Mechelen-Turnhout | Lier              | Lier            | Lier & Berlaar  | -                |
| Verkiezing       | Verkiezing       | Europese               | Federale                          | Federale            | Vlaamse             | Vlaamse             | Provincieraads-     | Provincieraads-   | Provincieraads-   | Provincieraads- | Gemeenteraads-  | Districtsraads-  |

### Uitslagen VerkiezingVlaams Parlement
In 1999 waren er 32.723 stemgerechtigden, in 2004 34.062 en in 2009 nam dit aantal toe tot 35.236. Hiervan brachten respectievelijk 30.171 (1999), 31.531 (2004) en 30.928 (2009) een stem uit.
| Partij                    | 1999   | 2004   | 2009   | 2014  | 2019  |
| ------------------------- | ------ | ------ | ------ | ----- | ----- |
| sp.a-SPIRIT               | x      | 17,11% | x      |       |       |
| SP/sp.a                   | 11,11% | x      | 13,15% | 11,6% | 7,6%  |
| SLP                       | x      | x      | 1,06%  |       |       |
| VU-iD21                   | 9,30%  | x      | x      |       |       |
| CD&V-N-VA                 | x      | 24,30% | x      |       |       |
| CVP/CD&V                  | 19,06% | x      | 19,93% | 20,3% | 9,9%  |
| N-VA                      | x      | x      | 17,40% | 35,6% | 32,1% |
| VLD-VIVANT                | x      | 20,76% | x      |       |       |
| VLD/Open Vld              | 27,60% | x      | 14,29% | 10,8% | 12,1% |
| Vivant                    | 1,74%  | x      | x      |       |       |
| AGALEV/Groen!             | 10,00% | 7,16%  | 7,41%  | 9,9%  | 11,2% |
| VLAAMS BLOK/Vlaams Belang | 19,26% | 29,51% | 18,95% | 11,7  | 19,2% |
| LDD                       | x      | x      | 6,18%  |       |       |
| PVDA                      | 0,35%  | 0,41%  | 0,89%  | 2,5%  | 5,6%  |
| Andere Partijen           | 1,58%  | 0,77%  | 0,74%  |       |       |
| Blanco of Ongeldig        | 4,35%  | 4,02%  | 4,31%  |       |       |

### Uitslagen VerkiezingEuropees Parlement
In 1999 waren er 32.732 stemgerechtigden, in 2004 34.106 stemgerechtigden en in 2009 nam dit aantal verder toe tot 35.308. Hiervan brachten respectievelijk 30.195 (1999), 31.628 (2004) en 32.479 (2009) een stem uit.
| Partij                    | 1999   | 2004   | 2009   |
| ------------------------- | ------ | ------ | ------ |
| sp.a-SPIRIT               | x      | 16,23% | x      |
| SP/sp.a                   | 11,89% | x      | 12,36% |
| SLP                       | x      | x      | 0,75%  |
| VU/iD21                   | 12,74% | x      | x      |
| CD&V-N-VA                 | x      | 26,42% | x      |
| CVP/CD&V                  | 18,86% | x      | 20,94% |
| N-VA                      | x      | x      | 9,74%  |
| VLD-VIVANT                | x      | 21,80% | x      |
| Open Vld                  | 24,68% | x      | 20,25% |
| Vivant                    | 1,76%  | x      | x      |
| AGALEV/Groen!             | 10,40% | 7,72%  | 8,50%  |
| VLAAMS BLOK/Vlaams Belang | 18,68% | 26,89% | 19,53% |
| LDD                       | x      | x      | 6,62%  |
| PVDA                      | 0,36%  | 0,55%  | 0,96%  |
| Andere Partijen           | 0,62%  | 0,39%  | 0,35%  |
| Blanco of Ongeldig        | 4,76%  | 3,66%  | 4,62%  |